# Tenshi wa hitomi no naka ni
Tenshi wa hitomi no naka ni (jap. 天使は瞳の中に) – pierwszy album studyjny japońskiej piosenkarki Yukari Tamury, wydany 4 lipca 2001.

## Lista utworów
| Nr  | Tytuł | Słowa          | Kompozycja    | Aranżacja       | Czas |
| --- | --- | -------------- | ------------- | --------------- | ---- |
| 1.  | "Prologue ~lalala...~" (jap. プロローグ～lalala…～) | Karin          | Acryl Vox     | Acryl Vox       |      |
| 2.  | "summer melody －album version－ " | Karin          | Acryl Vox     | Acryl Vox       |      |
| 3.  | "Massugu na kokoro" (jap. まっすぐな心) | Akiko Mizusawa | pri           | pri, Acryl Vox  |      |
| 4.  | "Haru iro no kaze, ima mo...." (jap. 春色の風、今も…。)                                                                                                   | Karin          | Acryl Vox     | Acryl Vox       |      |
| 5.  | "in the Oak wood" | Masatomo Ota   | KUZUKI        | Taka Satō       |      |
| 6.  | "Smile Smile" (jap. スマイル スマイル Sumairu Sumairu) | Mayumi Minami  | Mayumi Minami | Acryl Vox       |      |
| 7.  | "Tenshi janakutemo" (jap. 天使じゃなくても) | Akiko Mizusawa | miso          | miso, Acryl Vox |      |
| 8.  | "Ano natsu o wasurenai" (jap. あの夏を忘れない) | Karin          | pri           | pri, Acryl Vox  |      |
| 9.  | "A Day Of Little Girl ~Hime to usagi to oshaberi koneko~ -album version-" (jap. A Day Of Little Girl ～姫とウサギとおしゃやべりこねこ～－album version－) | Karin          | pri           | Taka Satō       |      |
| 10. | "Aozora ni aitai -album version-" (jap. 青空にあいたい －album version－)                                                                                 | Karin          | Acryl Vox     | Acryl Vox       |      |
| 11. | "Epilogue" (jap. エピローグ Epirōgu) | Acryl Vox      | Acryl Vox     | Acryl Vox       |      |